# Semienbjergene
Semienbjergene er en bjergkæde, der ligger i det nordlige Etiopien nordøst for byen Gonder. Det er et verdensarvsområde, der blandt andet omfatter nationalparken Semienbjergene. Bjergområdet har plateauer som dale og tinder. Den højeste top, som også er Etiopiens højeste bjerg, er Ras Dashen på 4.543 m; andre toppe er Biuat på 4.437 m og Abba Yared på 4.460 m.
Der findes stort set ikke andre bjerge, der har samme karakteristika som Semienbjergene, hvilket skyldes deres geologiske oprindelse. Kun Drakensberg i Sydafrika er dannet nogenlunde tilsvarende og ligner derfor. Blandt de dyr, der er karakteristiske for Semienbjergene, er karakal, gelada og abessinsk ræv. Der lever også etiopisk stenbuk (capra walie) som er endemisk for parken. Bjergene er i øvrigt specielle derved, at det er et af de få steder i Afrika, hvor det sner jævnligt.
Trods bjergenes forrevne udseende findes der landsbyer spredt ud over området. Historisk set var de beboet af folk fra Beta Esrael, etiopiske jøder, der blev forfulgt af kristne kejsere i det 15. århundrede.
Parken var et af de aller første verdensarvsområder. På grund af fald i bestanden af flere arter, blev parken i 1996 opført på listen over truede verdensarvsteder.

## Eksterne kilder og henvisninger
- Wikimedia Commons har flere filer relateret til Semienbjergene

1. ↑  James Quirin (1998). "Caste and Class in Historical North-West Ethiopia: The Beta Israel (Falasha) and Kemant, 1300-1900". Journal of African History. Cambridge University Press (19). Hentet 2011-08-15.

- Simien National Park Arkiveret 15. december 2011 hos  Wayback Machine unep-wcmc.org: fact sheet
- From the Roof of Africa af Clive Nicol 1971. ISBN 0-340-14755-5